# شانتیئی
شانتیئی (به فرانسوی: Chantilly) یک کمون در فرانسه است که در اوآز واقع شده‌است.

## خصوصیات
شانتیئی ۱۶٫۱۹ کیلومترمربع مساحت و ۱۱٬۲۱۵ نفر جمعیت دارد.

## خواهرخوانده
شهرهای اوبرلینگن، اوئترمئل-بوآتسفور و اپسوم اند اول خواهرخوانده‌های شانتیئی، آواز هستند.